# Octavia Hill
Octavia Hill (3 de diciembre de 1838 - 13 de agosto de 1912), fue una reformadora social y pionera del trabajo social británica.
Nació en Wisbech, Cambridgeshire, Reino Unido. Hija de Caroline y James Hill fue llamada octavia porque fue la octava mujer del matrimonio de sus padres. Cuando tenía 23 se fue a vivir en un barrio de Londres. Una de sus obras más destacadas fue el Sistema Hill de Viviendas (reforma las grandes casas de Londres, convirtiéndolas en pequeñas viviendas para trabajadores).
En al actualidad una organización lleva su nombre, el Museo Lugar de Nacimiento de Octavia Hill está ubicada en 7 South Brink, Cambridgeshire en Reino Unido.

## Datos Biográficos
Octavia Hill nació el tres de diciembre de 1838 en Wisbech, Inglaterra en medio de la revolución industrial, sus padres, un hombre interesado en las reformas sociales y su madre una mujer reconocida por su trabajo en la teoría de la educación fueron principal  influencia para el camino que posteriormente tomaría Octavia en su labor como investigadora social.
Años más tarde en 1856 comienza a bailar dentro de una institución educativa en la cual se dictaban clases a población obrera, siendo así uno de los primeros trabajos en los cuales participó Octavia en su búsqueda por la educación del proletariado y posterior empoderamiento de la clase obrera pobre; a lo largo de su juventud trabajó con diferentes organizaciones socialistas cristianos, lo cual le permitió tener un acercamiento a la pobreza y miseria en la que vivía la mayoría de trabajadores de la época.
Así mismo, de ellas se destacan dos obras principales, por un lado se encuentra “Hogares pobres de Londres”, donde a manera de diario de campo, se evidencian las distintas experiencias vividas y la manera en la que abordó las distintas problemáticas que se enfrentaban en los hogares pobres. Por otro lado encontramos “Nuestra Tierra Común”,  donde en esta obra realiza un gran aporte al Trabajo social,  alejándose de la postura asistencialista y caritativa de la época, por lo que pone sobre la mesa las bases de la filantropía científica.
Posteriormente en 1875 ingresa a trabajar con la Charity Organization Society, organización con la cual tenía intereses afines pero a su vez propone trabajar con mayor rigor temas como: el desconocimiento mutuo, la organización entre la ayuda brindada desde el sector privado y el público, y el trabajo mutuo entre clases sociales. En su recorrido por esta institución Octavia resaltó la importancia de un acompañamiento continuo y el entablar una relación con el cliente/necesitado; de igual forma hizo hincapié en que la intervención del trabajador social debía estar precedida por una investigación y llevar un acompañamiento continuo mientras se alcanzaba el fin último, que para Octavia sería la autorrealización del receptor de la ayuda.

## Contexto Socio-Histórico
A lo largo de la historia la mujer se ha visto fuertemente segregada, discriminada y dominada por la imagen masculina, esto se debe a la influencia del dualismo emoción/razón, en donde la emoción se le atribuye a lo femenino y la razón a lo masculino. Así, lo relacionado con la emoción se le clasifica como algo que no tiene validez, debido a que se le considera subjetivo, con juicios de valor y poco preciso; en cambio lo relacionado con la razón si posee legitimidad, pues es considerado como objetivo y con neutralidad valorativa. 
Sin embargo, luego de varias reformas sociales las mujeres habían podido acceder poco a poco a la vida académica, pero aún a principios del XX se seguían evidenciando discriminaciones de género en las universidades, un ejemplo de esto es en las ciencias sociales, pues la sociología comenzó a encaminarse por una imagen masculina , y en cambio las ciencias sanitarias empezaron a ser identificadas por una visión feminizada.
El trabajo social, como profesión surge del primer tercio del siglo XX, y su institucionalización se produjo sobre todo en los Estados Unidos, sin embargo estuvo precedida por toda una serie de ensayos y preparativos que tienen lugar en el siglo XIX, específicamente en la llamada “cuestión social”.
Londres para esa época era la ciudad de las pasiones terribles. Los(as) historiadores subrayan que el legado dejado por los social settlements creados por la reformadora Octavia Hill junto con otras mujeres, dio paso para crear Toynbee Hall. No obstante, olvidan con frecuencia destacar que tanto Octavia Hill como el colectivo de Toynbee Hall reemplazaron el case work por el social work a partir de “la nueva ciencia social” o el trabajo social.

## Gnoseología
Octavia Hill realizó críticas hacia la caridad dada por la iglesia y distintas organizaciones de la época, para ella la caridad no podía funcionar sin plantearse formas de ayuda de manera duradera, y que así mismo atacando la problemática de las viviendas, ofreciendo soluciones desde un enfoque multidimensional, donde también fuese posible entender los procesos de adaptación a las viviendas, observando y analizando el estado económico y educacional de esos hogares. Para ella, los pobres eran sujetos de derechos, a los cuales era necesario brindarles una educación básica para que puedan generar soluciones duraderas a los problemas que les aquejan. Por lo cual, para Hill la realidad social debía ser entendida como compleja, dinámica y fluida, razón que lleva a abordarla e innovar desde nuevas perspectivas y enfoques, generando así alternativas que se adaptaran a los momentos, sujetos y cada situación. (Bastidas V., Holguín K. & Obaldo C.;2017)
Así mismo, es importante destacar el enfoque interseccional y diferencial en su quehacer, pues ella era consciente de la opresión que existe hacia la mujer, teniendo en cuenta que si bien para la época era difícil acceder a la educación, esto afectaba de maneras distintas dependiendo su clase social.
Por otro lado, Octavia Hill comprende a los y las trabajadoras sociales como profesionales que velan por la solidaridad social, debido a que entendía al Trabajo social como una disciplina que ejerce una función desmitificadora de las mistificaciones que se posicionan como verdades incuestionables, desarrollando un saber societario como oposición al egoísmo de la economía política neoclásica. A diferencia de otros saberes, el Trabajo social no separaba el trabajo manual del trabajo intelectual
También puede  afirmarse que Hill tenía afinidad con el socialismo societario, debido a que los mismos encaminan su voluntad de cambio social en el espacio y en la acción pacífica. Por lo cual, Hill aceptaba y creía en los principios de justicia e igualdad social con el fin de abordar y prevenir la crisis social, buscaban y trabajaban por un camino de prevención de la pobreza, no de reparación, el objetivo para ella no era cambiar a los pobres, sino cambiar sus condiciones de vida, y por tanto aspirar a crear una sociedad diferente, una sociedad de semejantes.

## Epistemología
La cuestión social: conjunto de circunstancias que se correlacionan produciendo distintas formas de fragmentaciones sociales que impiden la convivencia de opuestos, lo cual se expresa como Problema Social.
Clase Social: Hill rescata y trabaja con el concepto de Clase de Marx y de Weber, donde el primero menciona que son relaciones sociales reificadas y que tienen un poder coercitivo en el individuo y Weber señala que se refiere al orden económico; es decir, a la capacidad de producción y de poder adquisitivo
La pobreza como un problema colectivo, y no propiamente individual, que así mismo es necesario atacar brindando soluciones permanentes, donde principalmente se presenta como solución la educación de las personas pobres para que estas mismas puedan por sus medios solucionar su problemática,
La Filantropía Científica como alternativa a la caridad convencional brindada por Charity Organization Society (COS) y  la iglesia, por lo que se establece este concepto como las herramientas que se le dan a las personas pobres para que se puedan solucionar de manera definitiva y multidimensional los problemas.
Experiencia social directa: Este concepto va muy ligado a su actuar metodológico, pues consiste en que los trabajos e investigaciones tenían que poseer una experiencia directa del investigador con el problema o fenómeno a observar,
Teorías y comprensiones situadas: Las teorías situadas son aquellas que se realizan con el fin de resaltar las singularidades de un contexto y al tiempo se debe establecer de qué manera esas singularidades aportan a una comprensión e interpretación sobre lo que puede estar sucediendo en otros espacios.
Además, se puede asociar dos paradigmas epistemológicos al trabajo de Octavia Hill:
- Por la manera en que Hill abordó los problemas sociales se puede hacer una relación con la epistemología Histórico-Hermenéutica, está referida al enfoque de comprensión e interpretación de aquello que no objetivado de la realidad; al prestar atención al método de Hill, según Walkowitz (1995), era más auditivo que visual, dado el tiempo empleado en escuchar los relatos de las mujeres y los niños, siendo la fuente principal de la información. (Bastidas V., Holguín K. & Obaldo C.;2017)

- También se presenta una construcción socializada y colectiva del conocimiento propuesta por Hill, en el caso de los que denominaba como los hacedores y los pensadores, se relaciona con los planteamientos de las epistemologías emergentes en cuanto a la socialización del conocimiento, en la cual la objetividad se maximiza, según Zalaquett (2012) y Blázquez (2011) a partir de la confrontación de distintas subjetividades donde el diálogo y la experiencia son herramientas fundamentales. (Bastidas V., Holguín K. & Obaldo C.;2017)

## Metodología
Las visitas al interior de los barrios pobres de Londres, específicamente, en los hogares pobres, fueron usadas a modo de metodología, con el desarrollo de los diarios de campo, en donde se hacía seguimiento de todas sus observaciones frente a las problemáticas.
Así mismo, se destaca el acompañamiento constante por parte de las mujeres que visitaban estos hogares, por lo que la atención cuidadosa del proceso metodológico es una característica fundamental, al igual que se presenta en el acompañamiento que se dirige a la educación popular de las personas pobres. 
El papel de las mujeres en las visitas tuvo un gran efecto y relevancia en el desarrollo de las mismas, esto debido a que las mujeres debían capacitarse para cuidar, asistir y enseñar a los pobres a mejorar sus condiciones de vida, formándose en componentes teóricos, prácticos, de supervisión e investigación. 
Dicha formación les permitió actuar como mediadoras entre las iglesias, los visitadores y las familias pobres; a su vez eran conocedores de las leyes que afectaban y beneficiaban a los pobres, para lo cual mantenían una constante comunicación con el comité de la Sociedad de la Organización de la Caridad (COS según sus siglas en inglés) en su distrito. Estas mujeres introdujeron también nuevas técnicas de observación social, a la vez que desarrollaron un proyecto de democracia participativa que resulta especialmente ejemplar en los actuales tiempos de incertidumbre
“Para las reformadoras de Toynbee Hall la lucha contra la pobreza pasaba por la educación de adultos, el asesoramiento jurídico, la biblioteca, los cursos y conferencias, las ayudas materiales a quienes carecían de recursos, la creación de cooperativas, las exposiciones de arte, las asambleas de trabajadores y el desarrollo comunitario”

## Aportes para el futuro del Trabajo Social
Es a través de la Socialización del conocimiento que Hill (1887) implementó en el desarrollo de las visitas domiciliarias lo que aportó al Trabajo social la importancia del verdadero trabajo interdisciplinario, de tal modo que se mantengan presentes los distintos aspectos sociales, culturales, económicos, educativos y políticos que están presentes en la realidad y deben ser abordados desde diversas prácticas y teorías en busca de una acción integral. 
Por último, se reconoce el arduo trabajo de Octavia Hill en el reconocimiento de quienes fueron invisibilizados, emergiendo así categorías para la comprensión de la pobreza, al igual que distinguir el rol femenino activo, dando lugar a la mujer en el ámbito académico.